# Leukämiecluster Elbmarsch

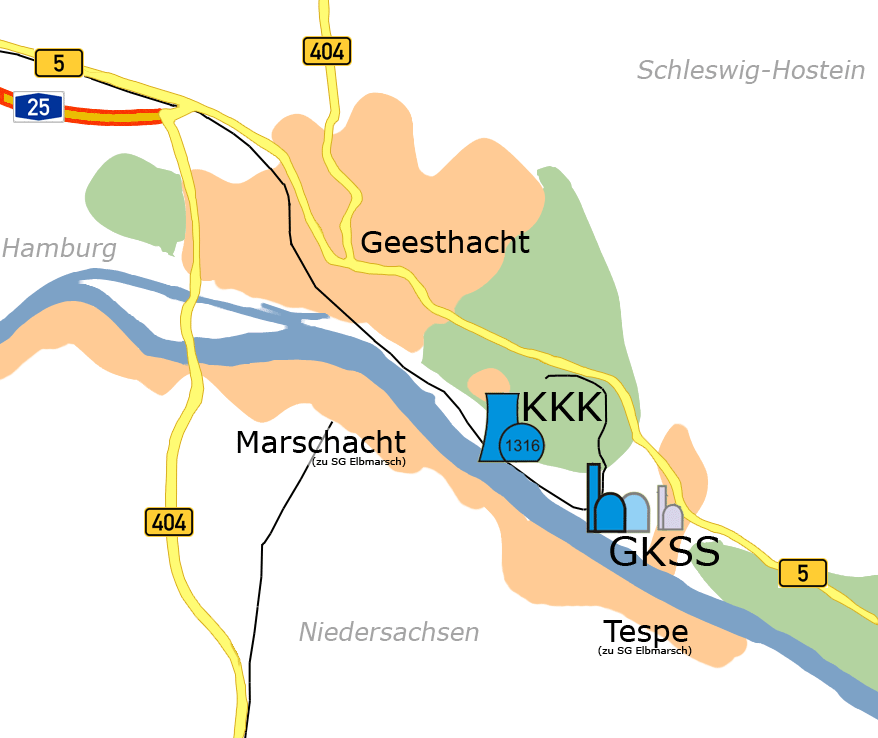
Skizze: Gebiet des Leukämieclusters Elbmarsch, eingezeichnet sind die Nuklearbetriebe Kernkraftwerk Krümmel (KKK) und Forschungszentrum GKSS

Der Begriff Leukämiecluster Elbmarsch bezeichnet eine Häufung (Krebscluster) von Leukämie bei Kindern im Gebiet der Samtgemeinde Elbmarsch (Landkreis Harburg, Niedersachsen) und des benachbarten Geesthacht (Herzogtum Lauenburg, Schleswig-Holstein), die zwischen 1990 und 2003 auftrat. Es handelte sich nach Aussage von EU-Behörden hierbei um die weltweit höchste erfasste Leukämierate auf kleinem Raum bei Kindern und gleichzeitig um den am besten erfassten und dokumentierten Cluster weltweit.
Die Ursache des Clusters ist bisher nicht wissenschaftlich stichhaltig nachgewiesen worden. Die möglichen Ursachen, die bisher von Gutachtern, Bevölkerung oder Journalisten in Betracht gezogen wurden, lassen sich in fünf Kategorien zusammenfassen:
1. Emissionen der Nuklearanlagen Kernkraftwerk Krümmel und der Geesthachter Forschungsreaktoren, die sich im Cluster-Gebiet befinden
2. Rückstände der Sprengstofffabrik Krümmel
3. andere Umweltfaktoren im Gebiet
4. demografische Faktoren (EUROCLUS-Studie)
5. Zufall oder bisher unbekannte Einflussfaktoren[1]

Der Leukämiecluster Elbmarsch war einer von 240 Leukämieclustern, die im Rahmen der EUROCLUS-Studie bei der Erhebung von 13351 Fällen kindlicher Leukämie (Diagnose in den Jahren 1980–1989) in 17 Ländern identifiziert wurden. Zwischen 1990 und 2005 wurden dort 14 Fälle von Leukämieerkrankungen bei Kindern festgestellt, nach nationalem Durchschnitt wären vier zu erwarten gewesen. Die Leukämiehäufigkeit ist damit signifikant erhöht.

## Betrachtung der Häufigkeit der Leukämiefälle
Das Deutsche Kinderkrebsregister in Mainz registriert seit 1980 alle Krebserkrankungen bei unter 15-Jährigen in der Bundesrepublik Deutschland. Damit der behandelnde Arzt die Daten melden kann, müssen die Eltern zustimmen. Bei Leukämien werden laut dem Kinderkrebsregister mehr als 95 Prozent der Fälle registriert. Dabei wurden in Deutschland bisher 59 Cluster, also Gebiete mit auffälliger Häufung, identifiziert.
Im Raum Geesthacht/Elbmarsch wurden seit 1989 je nach Zählweise zwischen 15 und 19 Kinder registriert. Das Kinderkrebsregister geht davon aus, dass zwischen 1990 und 2005 statistisch lediglich fünf Fälle zu erwarten gewesen wären. Der Verein Internationale Ärzte für die Verhütung des Atomkrieges – Ärzte in sozialer Verantwortung (IPPNW) geht von einer anderen Rechnung aus. Danach sei in dem Gebiet statistisch etwa alle 58 Jahre ein Kinder-Leukämiefall zu erwarten, anstelle der realen Quote von durchschnittlich etwa einem Fall pro Jahr. Dass eine überdurchschnittliche Häufung vorliegt, wird von keiner der beteiligten Parteien bestritten.
Seit 1990 sind in der Elbmarsch 19 Kinder an Leukämie erkrankt, vier von ihnen sind an der Krankheit gestorben. Der Leukämiecluster Elbmarsch stellte die welthöchste erfasste Leukämierate auf kleinem Raum bei Kindern dar, die Ursache ist aber bis heute unbekannt. Das Kernkraftwerk Krümmel und die Forschungsreaktoren in Geesthacht wurden oft mit den Leukämiefällen in Verbindung gebracht. Ein wissenschaftlicher Beweis für deren Mitverantwortung ist bisher nicht erbracht worden.

## Ursachenforschung: Studien und Gutachten
Die Suche nach den Ursachen erweist sich bisher als äußerst schwierig und langwierig. Zahlreiche Studien und Untersuchungen wurden bisher in Auftrag gegeben, zumeist durch die Bundesländer Schleswig-Holstein und Niedersachsen.

### Übersicht Expertenkommissionen und Arbeitsgruppen
Zu den Fragen bezüglich des Kinder-Leukämie-Clusters Elbmarsch sowie zu anderen in Zusammenhang mit Leukämie-Risiken stehenden Fragen waren in Norddeutschland seit 1990 zahlreiche Arbeitsgruppen tätig. Aufgabe solcher Expertenkommissionen ist es, Empfehlungen für die Durchführung von Maßnahmen, etwa Untersuchungen von Bodenproben, Messungen, demografische Studien, auszusprechen. Es handelt sich also um Expertenkreise, die die Landesregierungen und Ministerien beraten. Die Maßnahmen werden dann, nach Erteilung des Auftrages durch das verantwortliche Ministerium, von einem externen Institut durchgeführt.
Die verschiedenen Leukämiekommissionen hatten oft identische Mitglieder. Die Mitglieder der Kommissionen sind meist renommierte Wissenschaftler wie etwa Universitätsprofessoren. Sie arbeiten in den Kommissionen nebenberuflich und ehrenamtlich und bekommen aus öffentlichen Mitteln lediglich Fahrtkosten und Spesen erstattet.
Die ersten beiden Expertenkommissionen Leukämie wurden Anfang der 1990er Jahre von den Bundesländern Niedersachsen und Schleswig-Holstein eingesetzt, nachdem die ersten Kinder-Leukämie-Fälle aufgetreten waren. Der vollständige Name für diese Kommissionen lautet „Wissenschaftliche Untersuchungskommissionen zur Ursachenaufklärung der Leukämie-Erkrankungen in der Elbmarsch“:
1. Expertenkommission Leukämie Niedersachsen (ab 1990, Leitung: K. Aurand ab Januar 1991 H.-Erich Wichmann)
2. Expertenkommission Leukämie Schleswig-Holstein (ab 1992, Leitung: O. Wassermann)
Ab 1992 tagten die beiden Gruppen gemeinsam, abwechselnd in Kiel oder Hannover. Neben anderen Empfehlungen war die Durchführung der Norddeutschen Leukämie- und Lymphomstudie (NLL) eine gemeinsame Empfehlung dieser beiden Gruppen.

Wie bei größeren Studien üblich, wurde die Norddeutsche Leukämie- und Lymphomstudie (NLL-Studie) von einem Beirat begleitet:
1. Wissenschaftlicher Beirat zur NLL Studie, ab 1996, (International besetzter epidemiologischer Fachbeirat, Vorsitz von K.-H. Jöckel)

Zur Unterstützung der Fachkommissionen wurden Arbeitsgruppen eingesetzt, die sich auf einzelne Aspekte konzentrierten:
1. Arbeitsgruppe Belastungsindikatoren (ab 1993, Umweltministerium Niedersachsen, Leitung: E. Greiser)
2. Arbeitsgruppe Tritium (Schleswig-Holstein)

Des Weiteren gab es einen runden Tisch vor Ort:
1. Arbeitsgruppe Leukämie in der Elbmarsch
2. Informationsgespräch im Juni 1986 in Geesthacht mit zwei Mitgliedern der Wählergemeinschaft GAL Harburg-Land, einem Vertreter von Die Grünen Geesthacht und einem Arzt aus der Elbmarsch über 3 aktuelle Fälle von Kinderleukämie.

Diese AG diente als Schnittstelle zwischen den Kommissionen und den Bürgern im betroffenen Gebiet. Neben Vertretern der einzelnen Kommissionen waren auch Vertreter der örtlichen Behörden unter den Mitgliedern.

### Abschlussberichte der Leukämiekommissionen
Die Expertenkommission Leukämie Niedersachsen informiert in ihrem Abschlussbericht von November 2004 über die Untersuchung zahlreicher potentieller Risikofaktoren. Untersuchte Risikofaktoren, die nicht mit den Nuklearanlagen in Verbindung stehen, sind etwa örtliches Trinkwasser, Röntgenuntersuchungen bei den betroffenen Kindern, Baumaterial der im Gebiet befindlichen Deiche, durch die Elbe angeschwemmte Schadstoffe im Uferbereich oder elektromagnetische Felder durch Stromleitungen. Die Ergebnisse bei der Untersuchung solcher Faktoren fielen negativ aus, eine Signifikanz in Verbindung mit den Krankheitsfällen konnte bei keinem dieser Faktoren erkannt werden. Um die ortsansässigen Nuklearbetriebe, also das Kernkraftwerk und das GKSS-Forschungszentrum, als mögliche Krankheitsverursacher zu untersuchen, wurde die NLL-Studie veranlasst. Diese Studie befasste sich jedoch schlussendlich nicht mit den Kinderleukämiefällen, so dass mangels entsprechender Fragestellung auch hier keine Aussagen möglich waren (s. u.). Die Expertenkommission Niedersachsen zog als letzte verbleibende Möglichkeit den Zufall (Zufallshypothese) in Betracht.
Im September 2004 beendete die Expertenkommission Leukämie Schleswig-Holstein ihre Arbeit. In ihrem Abschlussbericht, den sechs der acht Experten unterzeichneten, heißt es: „Wir haben das Vertrauen in diese Landesregierung verloren.“ Die Wissenschaftler, unter der Leitung von Otmar Wassermann, werfen der (bis 2005 amtierenden; vgl. Landesregierung von Schleswig-Holstein) Landesregierung Schleswig-Holstein und der Staatsanwaltschaft Behinderung ihrer Arbeit und Unwillen zur Aufklärung vor. Insbesondere der mutmaßliche Brandfall auf dem GKSS-Gelände vom September 1986 (s. u.) und die möglicherweise daraus resultierende Kontaminierung der Umgebung mit Kernbrennstoffen (Pac-Kügelchen) sei dringend zu untersuchen. Sie kündigten an, zukünftig mit Nicht-Regierungsinstitutionen wie etwa dem „Verein Internationaler Ärzte für die Verhütung des Atomkrieges“ zusammenzuarbeiten, und legten ihre Mandate aus Protest nieder. Die Landesregierung Schleswig-Holstein bezeichnete die Vorwürfe der Wissenschaftler der Schleswig-Holsteinischen Kommission in einer Pressemitteilung (November 2004) als „abwegig und abstrus“, „haltlos und unseriös“ und sprach dem Leiter der niedersächsischen Fachkommission, H.-Erich Wichmann, das Vertrauen aus.
Die Länder Schleswig-Holstein und Niedersachsen schlossen nach den offiziellen Abschlussberichten die Akte Elbmarsch. Für die beteiligten Gruppen stellt es sich als äußerst schwierig dar, politisch neutrale Wissenschaftler zu finden, die bereit sind, die Fakten sachlich zu untersuchen. Das Zweite Deutsche Fernsehen (ZDF) behauptet in einer Anfang April 2006 ausgestrahlten Reportage, dass viele Institute aus Existenzangst keine Bodenproben aus dem Raum Geesthacht untersuchten. Die Laborbetreiber fürchteten, dass sie von den Regierungen oder anderen Stellen zukünftig durch Nichtvergabe von Aufträgen abgestraft würden. Zur Wahrung der Objektivität seien demnach die Bodenproben im Sacharow-Institut ohne Mitteilung des Fundortes untersucht worden, heißt es in dem Bericht.

### NLL-Studie
Die Norddeutsche Leukämie- und Lymphomstudie (NLL) wurde von den Ländern Schleswig-Holstein und Niedersachsen gemeinschaftlich an das Bremer Institut für Präventionsforschung und Sozialmedizin (BIPS) vergeben. Die Studie wurde vom Dezember 1996 bis ca. April 2003 durchgeführt. Laut BIPS handelt es sich um die größte Fall-Kontroll-Studie Europas zur Erforschung der Ursachen für Blutkrebserkrankungen. Untersucht wurde unter anderem, ob Erwachsene, die in der Nähe von im Normalbetrieb laufenden Nuklearbetrieben wohnen, einem stärkeren Leukämie-Risiko ausgesetzt sind. Dazu wurden in sechs norddeutschen Landkreisen insgesamt 4.500 Interviews geführt. Ein Zusammenhang zu den betrachteten Krebserkrankungen wurde nicht gefunden.

### Euroclus-Studie
Im Gegensatz zu Studien, deren Untersuchungsschwerpunkt sich auf die geografische Region der Elbmarsch beschränkt, wurde in der EUROCLUS-Studie versucht, Übereinstimmungen zwischen jenen 240 Leukämieclustern zu finden, die im Rahmen der Studie identifiziert wurden.
Im Zuge der Auswertung der Studie zeigte sich, dass nicht Umweltfaktoren, wie die Nähe zu Kernkraftwerken, zu Militärflugplätzen oder anderen häufig als Verursacher in Rede stehender Anlagen mit dem Auftreten der Leukämiefälle korrelieren, sondern dass demografische Faktoren die signifikantesten Merkmale darstellen, in denen die untersuchten Cluster übereinstimmen.
Als typische Regionen für das Auftreten von Leukämie im Kindesalter wurden dünn besiedelte Wohngebiete erkannt, in welche zu zunächst isoliert lebenden Bewohnern neue Mitbewohner aus anderen Wohngebieten hinzuzogen. Diese Erkenntnis spiegelt sich in der „Greaves-Hypothese“ wider.
Gestützt wird die „Greaves-Hypothese“ beispielsweise von einer Kontrollstudie, welche im Auftrag des Landes Niedersachsen vom Kinderkrebsregister durchgeführt wurde. Im Ergebnis kommt diese Studie zu dem Schluss, dass die Wahrscheinlichkeit für die Erkrankung an Leukämie (ALL) bei immunologischer Isolation steigt. Kennzeichnend für immunologische Isolation sind eine geringe Impfquote, wenig Kontakt zu anderen Kindern sowie das Merkmal des Erstgeborenen.

## Mutmaßliche Sonderexperimente auf dem GKSS-Gelände in Krümmel
Eine These zu „geheim gehaltenen kerntechnischen Sonderexperimente auf dem GKSS-Gelände“ von sechs im Mai 2006 zurückgetretenen Mitgliedern einer Kommission, die Leukämiefälle in der Nähe des Kernkraftwerks Krümmel und des GKSS-Forschungszentrums in Geesthacht südöstlich von Hamburg untersuchen sollte, wurde nie bewiesen. Beteiligte Stellen und die Landesregierung wiesen die Vorwürfe zurück. Die Staatsanwaltschaft Lübeck sah, nach einem abgeschlossenen Ermittlungsverfahren von 2001, keinen weiteren Handlungsbedarf. Die von ihr geprüften Messprotokolle zeigten erhöhte Werte am besagten Tag, die jedoch im üblichen Schwankungsbereich im zeitlichen Verlauf gewesen seien. Ein verbliebenes Mitglied der Kommission und gleichzeitig Vorsitzender einer gleichen Kommission in Nordrhein-Westfalen, Heinz-Erich Wichmann, gab zu Protokoll, die langjährige Arbeit beider Kommissionen habe „keinerlei belastbare Hinweise ergeben, die eine solche, rein spekulative Aussage rechtfertigen könnten.“